# Leviathan (gasveld)
Het Leviathanveld is een aardgasveld dat zich in het oosten van de Middellandse Zee bevindt, in het gedeelte dat de Levantijnse Zee wordt genoemd. Het ligt op een waterdiepte van 1500 meter tussen de kusten van Israël, Libanon, Cyprus en de Gazastrook. Omdat het 130 km westelijk van de Israëlische havenstad Haifa ligt, wordt het gasveld door Israël geclaimd. Het veld werd in juni 2010 ontdekt en is vernoemd naar het mythische zeemonster Leviathan. 
Alhoewel Libanon aanvankelijk de claim van Israël bestreed en meende dat het gasveld binnen zijn wateren lag, kwam het daar later op terug. Israël is stellig van mening dat het gasveld tot zijn exclusieve economische zone behoort en is daarom vastbesloten zijn claim te handhaven, eventueel met militaire middelen. De ontdekking van het Leviathanveld, het Tamarveld en het Aphroditeveld heeft geleid tot de vorming van de zogenoemde Energiedriehoek.
De hoeveelheid gas in het Leviathanveld wordt geschat op 535×109 m³. In februari 2017 viel het besluit het veld in productie te brengen. De investering bedroeg US$ 3,75 miljard. Het eerste gas werd op 31 december 2019 geproduceerd. Het veld heeft een capaciteit van 12 miljard m³ gas per jaar. Het gas wordt door een pijplijn naar de kust van Israël gepompt en vandaar verder verdeeld naar de klanten, ook in Jordanië en Egypte. In februari 2023 werd een onderzoek gestart naar de mogelijkheden de capaciteit te verhogen naar 21 miljard m³.
Noble Energy was de beheerder van het gasveld. In juni 2020 werd Chevron Corporation de beheerder, na de overname van Noble Energy. In 2022 werd de bedrijfsnaam van Delek Drilling veranderd in NewMed Energy.